# Платон, Михаил Сергеевич
Михаил Сергеевич Платон (рум. Mihail Platon; 2 сентября 1932 — 15 февраля 2011) — советский хозяйственный, государственный и политический деятель.

## Биография
Родился в 1932 году в селе Бульбоака. Член КПСС с 1954 года.
С 1952 года — на хозяйственной, общественной и политической работе. В 1952—1990 гг. — на педагогической работе, первый секретарь Страшенского РК ЛКСММ, в аппарате ЦК комсомола и КП Молдавской ССР, заместитель секретаря парткома Флорештского колхозно-совхозного производственного управления, второй секретарь Флорештского райкома КПМ, председатель Криулянского райисполкома, первый секретарь Унгенского райкома КПМ, заведующий отделом науки и учебных заведений ЦК КПМ, председатель Кишинёвского горисполкома.
Избирался депутатом Верховного Совета Молдавской ССР 9-11-го созыва.
Умер после 1990 года.